# Пауљаска (Мичешти)
Пауљаска (рум. Păuleasca) насеље је у Румунији у округу Арђеш у општини Мичешти. Oпштина се налази на надморској висини од 405 m.

## Становништво
Према подацима из 2002. године у насељу је живело 854 становника, од којих су сви румунске националности.